# جونكر كم هوم
جونكر كم هوم (باليابانية: ユンカース・カム・ヒア، بالروماجي: Yunkāsu Kamu Hia) (بالإنجليزية: Junkers Come Here)‏ هو فيلم أنمي ياباني من إخراج سيجي أريهارا، ومن إنتاج استوديو موشي برودكشن عرض في 20 يوليو عام 1995، وبلغت مدتة 100 دقيقة.

## القصة
تدور أحداث القصة عن فتاة صغيرة تدعى هيرومي نوزاوا وكلبها جونكرز (ينطق يونكاسو). تواجه هيرومي مشاكل في المنزل بسبب رغبة والديها في الانفصال عن والدتها. وبينما تكافح الوحدة والحزن اللذين يمزقانها. يحاول جونكرز مواساتها لأنه على عكس أي كلب آخر، لانه يمكنه التحدث وتحقيق ثلاث
أمنياتها

## الأداء الصوتي
| الشخصية       | الأداء الصوتي      |
| ------------- | ------------------ |
| هيرومي نوزاوا | ماي أوشيتاني       |
| جونكر         | شينوسوكي فوروموتو ‏ |
| أتسوشي        | دايسوكي سوغاتا     |
| حارس المدرسة  | توشيهيكو ناكاجيما  |
| راكب دراجة    | كابي ياماغوتشي     |
| كيسوكي        | كاتسوناري مينينو   |
| كيكو ناكاجيما | فومي موريتا        |
| كازوكو        | مايومي إيزوكا      |
| سوزوكو نوزاوا | ميساكو كونو ‏       |
| نادل          | ميتسواكي مادونو    |
| تشي هارادا    | موموكو إيشي        |
| ناوتو كيني    | شينتارو نوزاوا     |
| يوكو إينوي    | ساكيكو تاماغاوا    |
| مصور          | توشيهيكو ناكاجيما  |
| طفل           | جين ساتو           |
| هيروشي        | يوتا مامازاكي      |
| تاكاشي        | يويا تيجيما        |

## وصلات خارجية
- جونكو تعال هنا على موقع myanimelist
- جونكر كم هوم على موقع IMDb (الإنجليزية)
- جونكر كم هوم على موقع روتن توميتوز (الإنجليزية)
- جونكر كم هوم على موقع أول موفي (الإنجليزية)
- جونكر كم هوم على موقع فيلمافينيتي (الإسبانية)
- جونكر كم هوم على موقع قاعدة بيانات الفيلم (الإنجليزية)
- جونكر كم هوم على موقع ليتربوكسد (الإنجليزية)
- جونكر كم هوم على موقع كينوبويسك (الروسية)
- جونكر كم هوم على موقع ANN anime (الإنجليزية)